# Piper ponganum
Piper ponganum är en pepparväxtart som beskrevs av William Trelease. Piper ponganum ingår i släktet Piper och familjen pepparväxter. Inga underarter finns listade i Catalogue of Life.